# Morbidity and Mortality Weekly Report
Der Morbidity and Mortality Weekly Report (MMWR) ist eine wöchentliche Zusammenfassung aktueller epidemiologischer Daten, die seit 1952 von der US-amerikanischen Gesundheitsbehörde  Centers for Disease Control and Prevention herausgegeben wird.